# Arena Wembley

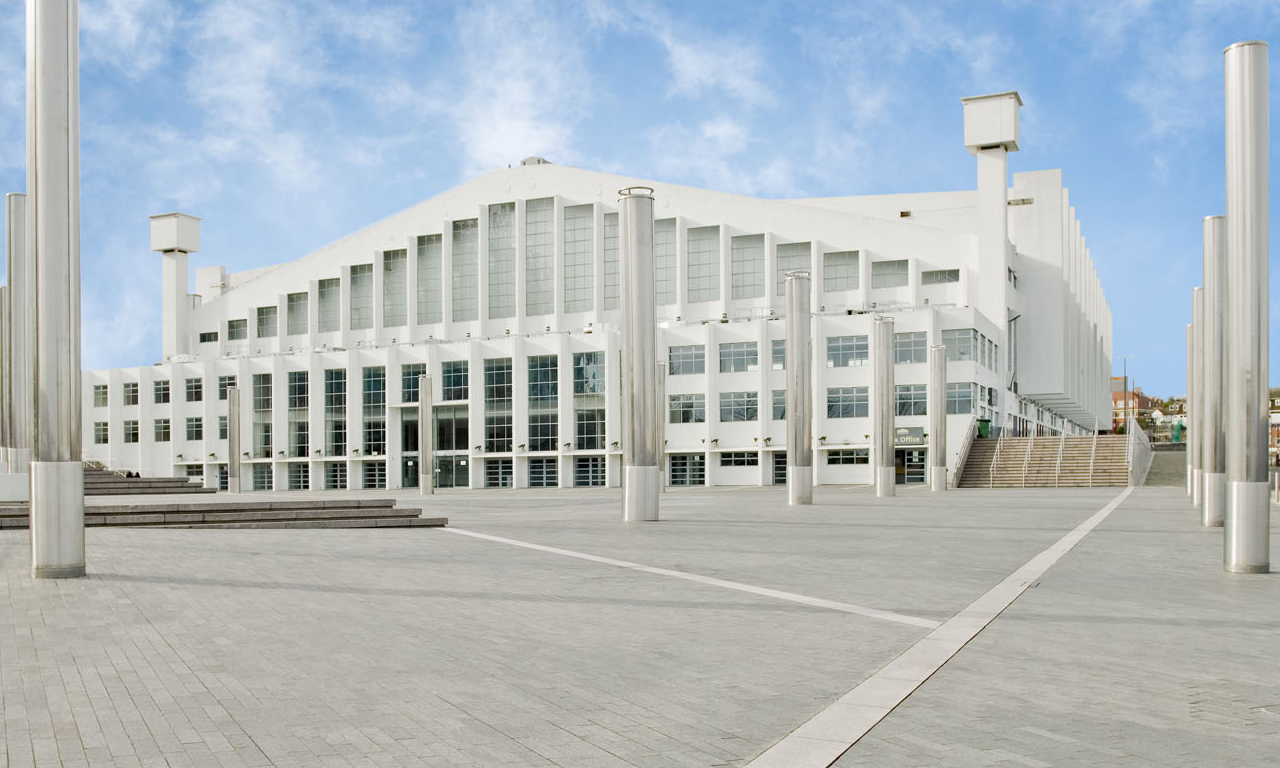
Arena Wembley

A Arena Wembley (também conhecido como em inglês:Wembley Arena e The SSE Arena para razões de patrocínio) é uma arena em Wembley, no norte de Londres adjacente ao Estádio de Wembley e construída na década de 1930 para sediar as competições de Natação durante os Jogos do Império Britânico de 1934. Depois disso vem sendo utilizada para abrigar eventos de vários tipos, especialmente os de música.
A Arena Wembley foi reformada em 2005 durante a Restauração de Wembley junto com o estádio. A reforma custou pouco mais de 35 mil libras esterlinas e foi concluída em 2006. A nova Arena foi inaugurada em 2 de abril de 2006 com um concerto da banda Depeche Mode. Com 12.500 assentos, a Arena Wembley é o segundo maior ginásio da Grande Londres, só perdendo para a Arena O2.

## Música e Esportes

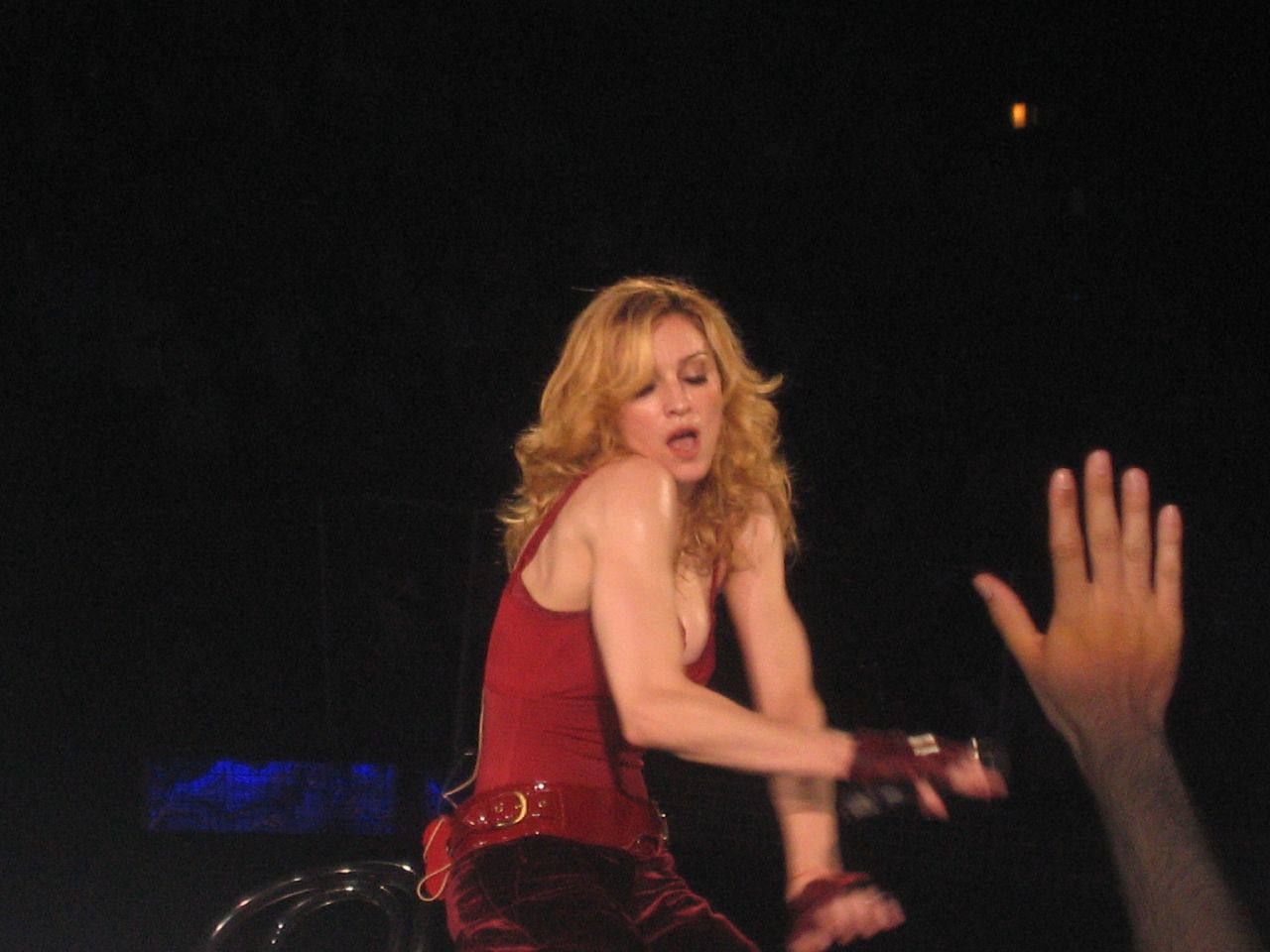
Madonna na Arena Wembley durante sua Confessions Tour.

Um público recorde esteve presente na arena durante a década de 70, principalmente nas performances de David Cassidy em 1973. O grupo ABBA realizou 5 shows superlotados em 1979, chegando até a lançar um álbum do show. A Pearl Jam recebeu um público recorde de 12.470 fãs em 2007.
Demi Lovato fez concertos de abertura para quase todos os shows dos Jonas Brothers quando estavam em sua World Tour 2009. Os concertos realizados na Arena Wembley foram especiais, pois em um deles Lovato gravou seu DVD que entrou na Deluxe Edition de seu álbum Here We Go Again.
Dos artistas que já tocaram na arena recém reformada se destacam: Paramore, Blink-182, Katy Perry, Christina Aguilera, Duran Duran , My Chemical Romance, Kylie Minogue, ABBA, Beyoncé Knowles, Bon Jovi, Cher, Neil Diamond, Gloria Estefan, Ozzy Osbourne, Roxette, Spice Girls, Diana Ross, Elton John, Céline Dion, Anastacia, Pink, Guns N'Roses, Queen + Paul Rodgers, McFLY, Bruce Springsteen, Pussycat Dolls, Mariah Carey, Madonna, Nightwish, Michael Jackson, One Direction, Jonas Brothers, Oasis, George Harrison, B. B. King, Britney Spears, Demi Lovato, Avril Lavigne, Alter Bridge, Evanescence, Cheryl Cole Girls Aloud, The Killers, Taylor Swift, Little Mix e, mais recentemente, Aurora.
Os esportes praticados em lugares fechados como Boxe, Basquetebol e Hóquei no gelo são bem populares na arena desde a década de 1960.
Hospedou também as competições de badminton e ginástica rítmica dos Jogos Olímpicos de Londres 2012.

## Calçada da Fama
Com a reabertura da Arena Wembley em 2006, uma Calçada da Fama foi criada em frente ao prédio. Inspirada na Calçada da Fama de Hollywood, a Calçada da Arena Wembley é constituída de lajes de concreto com as estrelas de platina dos artistas que realizaram performances inesquecíveis na Arena. A primeira estrela da calçada foi a de Madonna, assentada em 1 de agosto de 2006.
No dia 9 de novembro do mesmo ano, Cliff Richard deixou a marca de suas mãos na Calçada e os integrantes do Status Quo inauguraram uma estrela no mês seguinte.